# Neocolpodia dubitabila
Neocolpodia dubitabila är en tvåvingeart som beskrevs av Boris Mamaev och Zaitzev 1998. Neocolpodia dubitabila ingår i släktet Neocolpodia och familjen gallmyggor. Inga underarter finns listade i Catalogue of Life.